# Sri-lankische Cricket-Nationalmannschaft in Pakistan in der Saison 1999/2000
Die Tour der sri-lankischen Cricket-Nationalmannschaft nach Pakistan in der Saison 1999/2000 fand vom 13. Februar bis zum 15. März 2000 statt. Die internationale Cricket-Tour war Bestandteil der Internationalen Cricket-Saison 1999/2000 und umfasste drei Tests und drei ODIs. Sri Lanka gewann die Test-Serie 2–1 und die ODI-Serie 3–0.

## Vorgeschichte
Pakistan bestritt zuvor ein Turnier in Australien, Sri Lanka eine Tour in Simbabwe.
Das letzte Aufeinandertreffen der beiden Mannschaften bei einer Tour fand in der Saison 1996/97 in Sri Lanka statt.
Nachdem es bei der Tour Pakistans in Australien zu Beginn der Saison zu Konflikten der pakistanischen Mannschaft mit dem Referee John Reid gekommen war, zog der Weltverband ICC dessen vorgesehene Nominierung für diese Tour zurück.
Auf Grund des islamischen Opferfestes das anders als geplant am 17. März begangen wurde, wurde der dritte Test um einen Tag verschoben.

## Stadien
Die folgenden Stadien wurden für die Tour als Austragungsort vorgesehen und am 1. Dezember 1999 bekanntgegeben.
| Stadion                    | Stadt      | Kapazität | Spiele          |
| -------------------------- | ---------- | --------- | --------------- |
| Jinnah Stadium             | Gujranwala | 40.000    | 2. ODI          |
| National Stadium           | Karachi    | 34.228    | 3. Test; 1. ODI |
| Gaddafi Stadium            | Lahore     | 60.000    | 3. ODI          |
| Arbab Niaz Stadium         | Peschawar  | 20.000    | 2. Test         |
| Rawalpindi Cricket Stadium | Rawalpindi | 25.000    | 1. Test         |

## Kaderlisten
Sri Lanka benannte seinen Kader am 6. Februar 2000.
Pakistan benannte seinen ODI-Kader am 10. Februar und seinen Test-Kader am 23. Februar 2000.
| Test | Test | ODI | ODI |
| Pakistan | Sri Lanka | Pakistan | Sri Lanka |
| --- | --- | --- | --- |
| - Saeed Anwar (c) - Moin Khan (vc, wk) - Aamer Sohail - Abdul Razzaq - Arshad Khan - Atiq-uz-Zaman (wk) - Ijaz Ahmed - Inzamam-ul-Haq - Irfan Fazil - Mohammad Akram - Naved Ashraf - Saqlain Mushtaq - Shahid Afridi - Shoaib Akhtar - Wajahatullah Wasti - Waqar Younis - Wasim Akram - Younis Khan - Yousuf Youhana | - Sanath Jayasuriya (c) - Russel Arnold - Marvan Atapattu - Indika de Saram - Aravinda de Silva - Tillakaratne Dilshan - Mahela Jaywardene - Romesh Kaluwitharana (wk) - Muttiah Muralitharan - Ravindra Pushpakumara - Arunja Ranatunga - Pramodya Wickramasinghe - Chaminda Vaas - Nuwan Zoysa | - Saeed Anwar (c) - Aamer Sohail - Abdul Razzaq - Azhar Mahmood - Faisal Iqbal - Imran Abbas - Moin Khan (wk) - Saqlain Mushtaq - Shahid Nazir - Shoaib Akhtar - Wasim Akram - Yasir Arafat - Younis Khan - Yousuf Youhana | - Sanath Jayasuriya (c) - Russel Arnold - Marvan Atapattu - Upul Chandana - Indika de Saram - Tillakaratne Dilshan - Mahela Jaywardene - Romesh Kaluwitharana (wk) - Muttiah Muralitharan - Pramodya Wickramasinghe - Chaminda Vaas - Nuwan Zoysa |

## Tour Matches
| 8. Februar Scorecard | Karachi | Pakistan Cricket Board XI 250-6 (50) | – | Sri Lankans 251-2 (40.3) |
|                      |         | Sri Lankans gewinnt mit 8 Wickets    |   |                          |

| 10. Februar Scorecard | Karachi | Pakistan Cricket Board XI 48 (33) | – | Sri Lankans 49-1 (6.5) |
|                       |         | Sri Lankans gewinnt mit 9 Wickets |   |                        |

| 21. – 23. Februar Scorecard | Rawalpindi | Sri Lankans 278 (74) & 253-4 (71) | – | Pakistan Cricket Board XI 290 (85.1) |
|                             |            | Remis                             |   |                                      |

## One-Day Internationals

### Erstes ODI in Karachi
| 13. Februar Scorecard | Karachi | Sri Lanka 274-8 (50)          | – | Pakistan 245 (48) |
|                       |         | Sri Lanka gewinnt mit 29 Runs |   |                   |

Pakistan gewann den Münzwurf und entschied sich als Feldmannschaft zu beginnen. Als Spieler des Spiels wurde Marvan Atapattu ausgezeichnet.

### Zweites ODI in Gujranwala
| 16. Februar Scorecard | Gujranwala | Sri Lanka 263-6 (50)          | – | Pakistan 229 (45.1) |
|                       |            | Sri Lanka gewinnt mit 34 Runs |   |                     |

Pakistan gewann den Münzwurf und entschied sich als Feldmannschaft zu beginnen. Als Spieler des Spiels wurde Sanath Jayasuriya ausgezeichnet.

### Drittes ODI in Lahore
| 19. Februar Scorecard | Lahore | Sri Lanka 241-9 (50)           | – | Pakistan 137 (39.3) |
|                       |        | Sri Lanka gewinnt mit 104 Runs |   |                     |

Pakistan gewann den Münzwurf und entschied sich als Feldmannschaft zu beginnen. Als Spieler des Spiels wurde Marvan Atapattu ausgezeichnet.

## Tests

### Erster Test in Rawalpindi
| 26. – 29. Februar Scorecard | Rawalpindi | Pakistan 182 (73.5) & 390 (152.1) | – | Sri Lanka 353 (123.2) & 220-8 (83.5) |
|                             |            | Sri Lanka gewinnt mit 2 Wickets   |   |                                      |

Sri Lanka gewann den Münzwurf und entschied sich als Feldmannschaft zu beginnen. Als Spieler des Spiels wurde Arvinda de Silva ausgezeichnet.

### Zweiter Test in Peschawar
| 5. – 9. März Scorecard | Peschawar | Sri Lanka 268 (109.3) & 224 (73.2) | – | Pakistan 199 (88.5) & 236 (70.1) |
|                        |           | Sri Lanka gewinnt mit 57 Runs      |   |                                  |

Pakistan gewann den Münzwurf und entschied sich als Feldmannschaft zu beginnen. Als Spieler des Spiels wurde Muttiah Muralitharan ausgezeichnet.

### Dritter Test in Karachi
| 12. – 15. März Scorecard | Karachi | Sri Lanka 256 (85.5) & 421 (133.5) | – | Pakistan 227 (58.1) & 228 (46) |
|                          |         | Pakistan gewinnt mit 222 Runs      |   |                                |

Sri Lanka gewann den Münzwurf und entschied sich als Feldmannschaft zu beginnen. Als Spieler des Spiels wurde Inzamam-ul-Haq ausgezeichnet.

## Auszeichnungen

### Player of the Series
Als Player of the Series wurden der folgende Spieler ausgezeichnet.
| Serie | Player of the Series              |
| ----- | --------------------------------- |
| Test  | Waqar Younis Muttiah Muralitharan |
| ODI   | Marvan Atapattu                   |

### Player of the Match
Als Player of the Match wurden die folgenden Spieler ausgezeichnet.
| Spiel   | Player of the Match  |
| ------- | -------------------- |
| 1. Test | Arvinda de Silva     |
| 2. Test | Muttiah Muralitharan |
| 3. Test | Inzamam-ul-Haq       |
| 1. ODI  | Marvan Atapattu      |
| 2. ODI  | Sanath Jayasuriya    |
| 3. ODI  | Marvan Atapattu      |